# Gumbo
El gumbo es el plato de referencia dentro de la gastronomía criolla y popular en los Estados Unidos. Es parte de la Cultura de Luisiana entre los criollos, en el sudeste de Texas, el sur de Misisipi y el Lowcountry de Carolina del Sur, Charleston (Carolina del Sur) y Brunswick (Georgia). Aunque se sirve en todas las épocas del año, se puede encontrar por regla general en los meses fríos. Se elabora en ollas en grandes cantidades y lentamente durante algunas horas.

## Características
El gumbo consiste principalmente de dos ingredientes, arroz y caldo, y se elabora en grandes ollas. El caldo suele prepararse con antelación y se congela para su uso posterior. El arroz suele hacerse en el mismo instante de preparación y separadamente del caldo, mezclándose tan solo en el instante de servirse en el plato.
El caldo del gumbo puede contener mariscos diversos (generalmente cangrejo y gambas del golfo de México o langosta), aves (por regla general pato, codorniz, pollo) y otras carnes, empleadas como condimento; tasso ham (producto gastronomía cajún con cerdo ahumado), una andouille al estilo cajún (salchicha ahumada) y otros productos cárnicos ahumados. Un plato variante tradicional de la Cuaresma es el gumbo z'herbes (del francés gumbo aux herbes), que consiste esencialmente en verduras cocinadas en un roux. El único elemento esencial de este plato es la okra, que como el nombre gumbo se deriva de África Occidental asignado a la okra.
El Charleston gumbo se realiza a menudo con carne de ternera o mariscos, sin embargo los ingredientes del plato pueden variar bastante, aunque el elemento permanente es el arroz sobre el que es servido. Las características que definen el gumbo son dos. La primera, el tipo de caldo que se esté empleando; la segunda característica la constituyen los ingredientes base que son cocinados por separado y solo cuando reposa la sopa es cuando se ponen juntos. El caldo debe ser lo más concentrado que sea posible y es elaborado durante varias horas. Los agentes que hacen el caldo más fuerte son la okra, el gumbo filé (Filé powder) y el roux. Las recetas más populares incluyen siempre okra. La mezcla de okra y filé no es muy habitual en la cocina de Luisiana. Se suele emplear la okra en verano y el filé en invierno.

## Historia
El gumbo ha sido considerado como una de las grandes contribuciones de la gastronomía de Luisiana a la cocina estadounidense. Cuando los primeros esclavos africanos llegaron a Luisiana, llevaron consigo sus recetas de sopa junto con la ocra. 
Una variante de esta sopa —tal vez una evolución directa de la receta original— se sirve hoy en día tanto en Nigeria como en Ghana y consiste en una especie de estofado con pescado, okras, plátanos y tomates. Es posible que tras unos siglos las influencias españolas y francesas así como nativas dieran la forma final al plato tal y como es conocido hoy en día[cita requerida].

## Combinaciones típicas
Las siguientes combinaciones son las que generalmente se pueden encontrar en las casas de Luisiana, así como en los restaurantes. Siempre dependen de los ingredientes incluidos en el gumbo:
- Seafood gumbo, con gamba, ostras y mariscos
- Crawfish gumbo
- Beef gumbo
- Chicken gumbo con embutido Andouille
- Turkey and Andouille gumbo (popular en el Thanksgiving)
- Duck and Oyster (o Shrimp) Gumbo
- Squirrel Gumbo
- Rabbit Gumbo
- Greens (con o sin marisco y/o carne; similar al Z'Herbes)